# Ordem da Guerra Patriótica
A Ordem da Guerra Patriótica (em russo:  Орден Отечественной войны) é uma condecoração militar soviética que foi concedida a todos os soldados das forças armadas soviéticas, tropas de segurança e partisans por atos heróicos durante a Frente oriental da Segunda Guerra Mundial, também conhecida como Guerra Alemã-Soviética e, nos países da antiga União Soviética, como Grande Guerra Patriótica.

## História
A ordem foi estabelecida em 20 de maio de 1942, na forma de distintivos de primeira classe e segunda classe, dependendo do mérito da ação. Foi a primeira ordem soviética estabelecida durante a Segunda Guerra Mundial, e a primeira ordem soviética dividida em classes. Seu estatuto definia com precisão as ações para as quais ela podia ser concedida. Por exemplo, a atribuição da primeira classe recompensava quem abatia três aeronaves enquanto piloto de caça, destruia dois tanques pesados ou três médios ou quatro leves, capturava um navio de guerra, consertava um avião em chamas após este aterrissar em um navio, pousava em território hostil, dentre outros casos. Também foi dado a algumas tropas e comandantes aliados. Ao todo, durante a guerra foram atribuídos mais de 324.903 distintivos de 1ª classe e 951.652 de 2ª classe. Até 1985, o número total atingiu cerca de 1.370.000.
Em 1985, durante a celebração do 40º aniversário da vitória na Grande Guerra Patriótica, foi decidido que todos os veteranos sobreviventes da guerra seriam condecorados com ela, e foram então atribuídos cerca de 2.054.000 distintivos de primeira classe e 5.408.000 de segunda classe.
Em janeiro de 1992, o número total de pedidos concedidos foi de 2.487.098 de primeira classe e 6.688.497 de segunda classe.

## Design
A medalha da Ordem tem a forma de uma estrela de cinco pontas esmaltada em vermelho, feita de prata, com raios retos no fundo e e cruzada com um sabre e um rifle. Os raios no fundo são dourados para a 1ª Classe e prata para a 2ª Classe. O disco central tem uma foice e um martelo de ouro, sobre um fundo esmaltado vermelho, rodeado por um anel de esmalte branco com as palavras ОТЕЧЕСТВЕННАЯ ВОЙНА ("Guerra Patriótica").
Originalmente, o distintivo da ordem era preso a uma fita vermelha simples, de maneira parecida com a Estrela Dourada. A partir de junho de 1943, esse distintivo deveria ser usado lado direito do peito, sem fita. Em ocasiões menos formais, ela pode ser usada com uma barra de fita vermelho escura com uma faixa central vermelha brilhante para a 1ª Classe, ou com uma barra de fita vermelho escura com faixas de borda vermelhas brilhantes para a 2ª Classe.
| Primeira classe | Segunda classe |
| --------------- | -------------- |
|                 |                |
| Fita            |                |
|                 |                |